# Sangīn

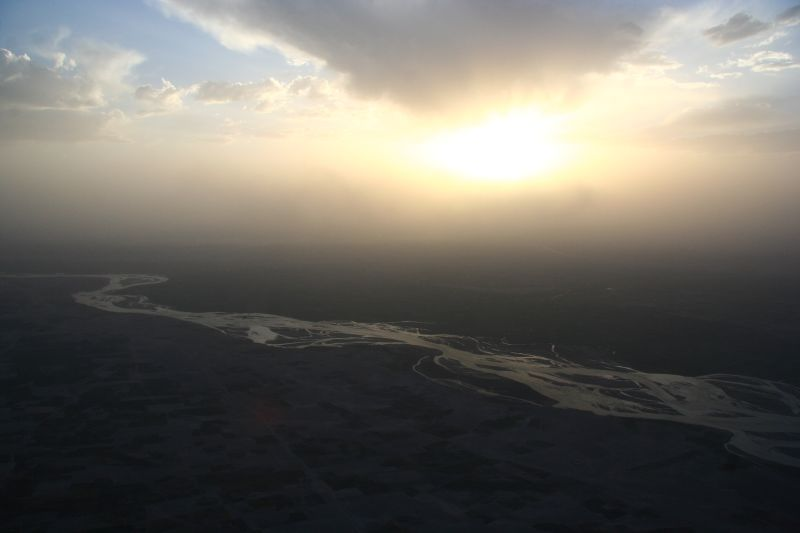
Vista del valle de Sangīn.

Sangīn es una ciudad de Afganistán, ubicada al sur del país, en la provincia de Helmand. Su población es de 14.001 habitantes (2007). Sangīn es notoriamente conocido como una de las localizaciones centrales del comercio del opio en el sur de Afganistán, y es también una ciudad que ha sido tradicionalmente defendido por los talibanes. Las casas y el principal bazar de Sangīn se encuentran en el Distrito de Sangīn.

## Historia
El 31 de julio de 2005, un convoy de las Naciones Unidas de seis vehículos caen bajo ataque de fuerzas talibanas, emboscados 2 km al sur de la ciudad. Todo el personal incluido el miembro personal internacional de ONU intentaron escapar por atrás en la única ruta, pero caen bajo fuego de una patrulla del Ejército de los Estados Unidos de vehículos Humvee que avanzaban en el sitio de batalla. Dos personales afganos, un conductor y el comandante armado que custodia al Ministro de Interior fueron heridos por el fuego aliado y evacuados por helicóptero a Qandahār. El vehículo blindado de los trabajadores de las ONU siguió su camino, pero debido a quince rondas de fuego incluido dos rondas de un calibre 50. Los talibanes que se retiraron fueron identificados cruzando cerca del río, a 1.500 m al oeste y fueron muertos por una bomba de 500 lb lanzado por el aire y confirmado por la USAF (bomba B-52). 
En verano de 2006, tropas británicas y canadienses fueron establecidas cerca de la base de operaciones afueras de la ciudad y pelearon fuertemente con la insurgencia talibana y aliados traficantes de opio. Un número de tropas británicas y canadienses fueron muertos durante los combates en la ciudad, incluyendo al cabo Bryan Budd (3 PARA) quien fue póstumamente premiado con la Cruz Victoria.